# Wilhelm Bahr
Wilhelm Bahr (ur. 25 kwietnia 1907 w Gleschendorf, zm. 8 października 1946 w Hameln) – zbrodniarz hitlerowski, sanitariusz w niemieckich obozach koncentracyjnych Neuengamme i Vaivara oraz SS-Unterscharführer.
Skazany na karę śmierci w pierwszym procesie załogi Neuengamme przez brytyjski Trybunał Wojskowy w Hamburgu. Wyrok wykonano przez powieszenie w więzieniu Hameln.